# Amintas IV
Amintas IV fue rey titular de Macedonia de 359 a. C. hasta que fue desposeído en el 355 a. C., y miembro de la Dinastía argéada.
Hijo del rey Pérdicas III de Macedonia, nació alrededor del año 365 a. C. Después de la muerte de su padre en 359 a. C. se coronó rey, pero como era sólo un infante, el futuro Filipo II de Macedonia, hermano de Pérdicas, se convirtió en su tutor y regente. En ese mismo año, Filipo II ejerció como auténtico rey de Macedonia, hasta que en el 355 a. C. expulsó del trono a su joven sobrino. Amintas no fue considerado como suficientemente peligroso para ser una amenaza a Filipo, que incluso le dio a su hija Cinane en matrimonio. La ascensión de su primo Alejandro Magno en 336 a. C. cambió las cosas, y mandó que Amintas fuera inmediatamente ejecutado.